# Paweł Krawczewicz
Paweł Krawczewicz SAC (ur. 20 sierpnia 1907 w Bochum, zm. 11 marca 1945 w Ohrdrufie) – Sługa Boży, męczennik za wiarę, polski brat zakonny.

## Życiorys
Do Stowarzyszenia Apostolstwa Katolickiego (Księży Pallotynów) wstąpił w 1926 roku w Sucharach. Odbył  postulat i nowicjat, a 31 marca 1929 roku złożył pierwsze przyrzeczenia. Jeszcze przed złożeniem wiecznej profesji został dyrektorem drukarni i kierownikiem księgarni pallotynów w Warszawie. 31 sierpnia 1932 roku złożył wieczną konsekrację.
W czasie II wojny światowej zgłosił się dobrowolne do transportu Polaków wywożonych na przymusowe roboty do Niemiec, by pełnić wśród nich posługę religijną. Aresztowany 29 kwietnia 1944 roku przez gestapo, został poddany torturom i przewieziony do niemieckiego obozu koncentracyjnego w Buchenwaldzie, a następnie do podobozu pracy przymusowej w Ohrdrufie (Turyngia). 
Wycieńczony głodem, ciężką pracą i torturami, zachorował na gruźlicę płuc. Zmarł w opinii świętości 11 marca 1945 roku, po dwóch tygodniach przebywania w rewirze dla chorych. Jego ciało ekshumowano i poddano kremacji przed wkroczeniem Amerykanów.

Współwięźniowie tak opisywali jego postawę:
„Uważam, że człowiek, który świadomie, dla Boga naraża się na śmierć i potem tę śmierć ponosi, jest męczennikiem.”
Brat Paweł jest jednym z 122 Sług Bożych, wobec których 17 września 2003 roku rozpoczął się proces beatyfikacyjny drugiej grupy męczenników z okresu II wojny światowej.